# Суперкубок України з футболу 2018
Суперкубок України з футболу 2018 — 15-й матч Суперкубка України, який відбувся в суботу 21 липня 2018 року, на стадіоні «Чорноморець» в Одесі. У матчі зустрілися чемпіон України сезону 2017/18 і володар Кубка донецький «Шахтар» і срібний призер чемпіонату України та фіналіст національного кубка — київське «Динамо». Перемогу в матчі з рахунком 1:0 здобула київська команда.

## Команди

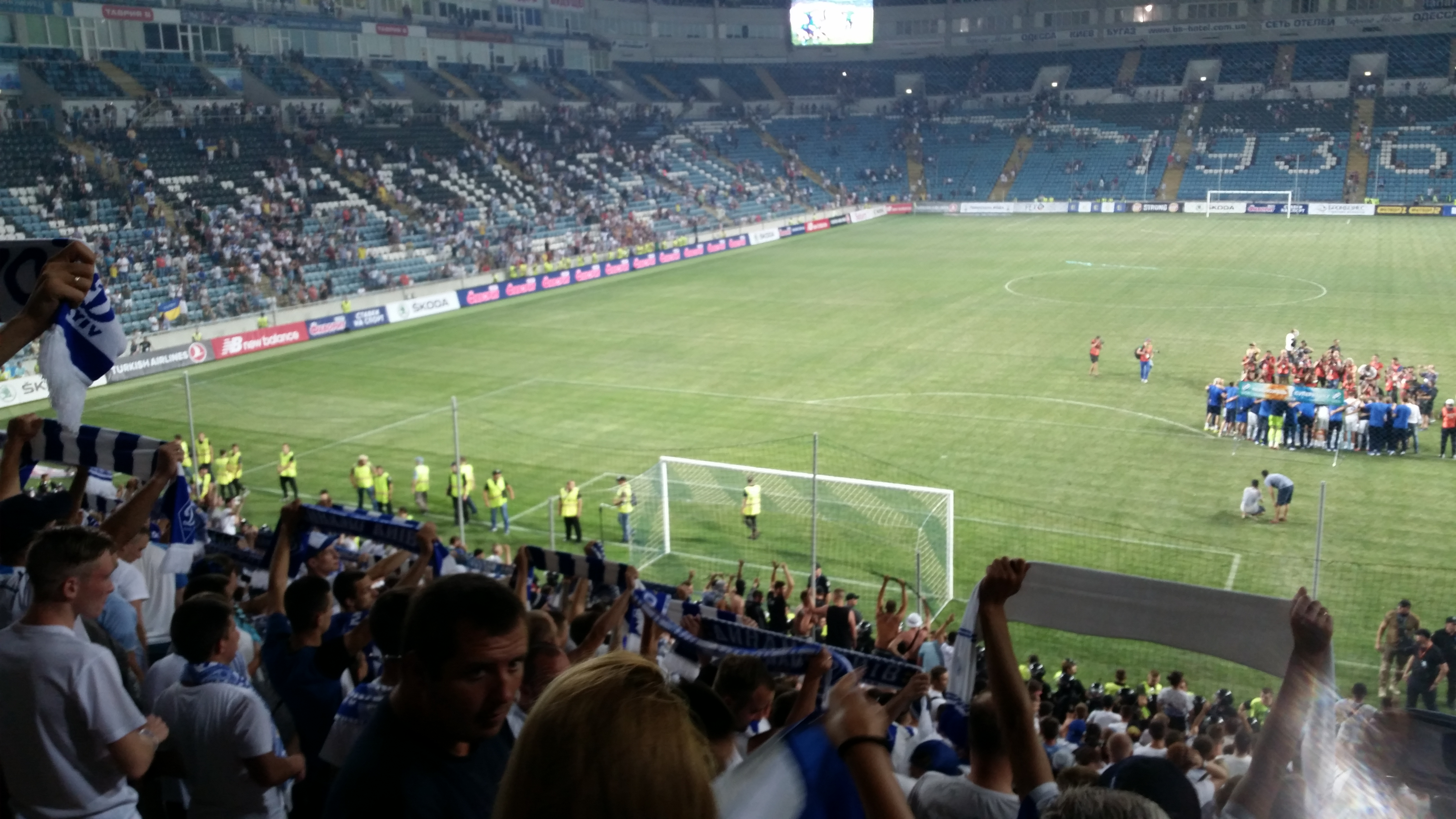
Уболівальники Динамо на трибуні в очікуванні нагородження переможця матчу

| Клуб     | Кваліфікувався як                                             | Попередні участі (жирним виділено роки перемог)                                  |
| -------- | ------------------------------------------------------------- | -------------------------------------------------------------------------------- |
| «Шахтар» | Чемпіон України 2017/18 і володар Кубка України 2017/18       | 13 (2004, 2005, 2006, 2007, 2008, 2010, 2011, 2012, 2013, 2014, 2015, 2016, 2017 |
| «Динамо» | Віце-чемпіон України 2017/18 і фіналіст Кубка України 2017/18 | 11 (2004, 2005, 2006, 2007, 2008, 2009, 2011, 2014, 2015, 2016, 2017)            |

## Попередні зустрічі
Перед початком цієї гри обидві команди зустрілися на Суперкубку України десять разів, вперше — ще у дебютному розіграші в 2004 році. До цього моменту кожна з команд по 5 разів вигравала цей трофей у особистих зустрічах.

## Матч
| 21 липня 2018 21:00 + 26°C |

| «Шахтар» | 0:1      | «Динамо»       |
| -------- | -------- | -------------- |
|          | Протокол | Буяльський 18' |

| «Чорноморець», Одеса Глядачів: 27 400 Арбітр: Костянтин Труханов (Харків) |

| «Шахтар» · Донецьк | «Динамо» · Київ |

| Шахтар:       |    |                      |       |     |
|               |    |                      |       |     |
| В             | 30 | Андрій Пятов         |       |     |
| ЗХ            | 94 | Олег Данченко        | 53'   |     |
| ЗХ            | 44 | Ярослав Ракіцький    |       |     |
| ЗХ            | 4  | Сергій Кривцов       |       |     |
| ЗХ            | 31 | Ісмаїлі              | 90+5' |     |
| ПЗ            | 6  | Тарас Степаненко (к) |       |     |
| ПЗ            | 21 | Алан Патрік          |       |     |
| ПЗ            | 99 | Фернандо             | 60'   | 70' |
| ПЗ            | 74 | Віктор Коваленко     |       | 67' |
| ПЗ            | 11 | Марлос               |       |     |
| НП            | 10 | Жуніор Мораес        | 90+3' |     |
| Запасні:      |    |                      |       |     |
| В             | 1  | Олексій Шевченко     |       |     |
| ЗХ            | 2  | Богдан Бутко         |       |     |
| ЗХ            | 22 | Микола Матвієнко     |       |     |
| ПЗ            | 27 | Майкон               |       |     |
| ПЗ            | 59 | Олександр Зубков     |       |     |
| ПЗ            | 50 | Сергій Болбат        |       | 70' |
| ПЗ            | 29 | Андрій Тотовицький   | 90+5' | 67' |
| Тренер:       |    |                      |       |     |
| Паулу Фонсека |    |                      |       |     |

| Динамо:            |    |                        |       |     |
|                    |    |                        |       |     |
| В                  | 71 | Денис Бойко            | 90+7' |     |
| ЗХ                 | 9  | Микола Морозюк         |       |     |
| ЗХ                 | 26 | Микита Бурда           | 90+5' |     |
| ЗХ                 | 44 | Тамаш Кадар            | 81'   |     |
| ЗХ                 | 94 | Томаш Кендзьора        | 90+5' |     |
| ПЗ                 | 8  | Володимир Шепелєв      | 71'   |     |
| ПЗ                 | 6  | Че Че                  |       | 46' |
| ПЗ                 | 29 | Віталій Буяльський     | 18'   | 77' |
| ПЗ                 | 7  | Беньямін Вербич        |       |     |
| ПЗ                 | 15 | Віктор Циганков (к)    |       |     |
| НП                 | 41 | Артем Бєсєдін          |       |     |
| Запасні:           |    |                        |       |     |
| В                  | 1  | Георгій Бущан          |       |     |
| ЗХ                 | 30 | Артем Шабанов          |       |     |
| ПЗ                 | 19 | Денис Гармаш           | 46'   | 71' |
| ПЗ                 | 18 | Олександр Андрієвський |       |     |
| ПЗ                 | 16 | Сергій Сидорчук        |       | 68' |
| ПЗ                 | 10 | Микола Шапаренко       |       | 71' |
| ПЗ                 | 43 | Назарій Русин          |       |     |
| Тренер:            |    |                        |       |     |
| Олександр Хацкевич |    |                        |       |     |

| АРБІТРИ - Асистенти: - Сергій Беккер - Олег Плужник - Додатковий асистент - Олександр Войтюк - Четвертий: Юрій Можаровський - Делегат матчу: Віктор Безсмертний - Спостерігач арбітражу: Ігор Хіблін - Офіцер безпеки: Микола Пихтін | ПРАВИЛА МАТЧУ - 90 хвилин основного часу. - Пенальті, якщо після основного часу рахунок рівний. - Сім гравців на заміні. - Максимум 3 заміни у матчі. - Одночасно на полі не більше 7 легіонерів у кожній команді. |

| Володар Суперкубка України 2018 |
| ------------------------------- |
|                                 |
| «Динамо» (Київ) 7-й титул       |

## Статистика
| «Шахтар» | Показник              | «Динамо» |
| -------- | --------------------- | -------- |
| 0        | Голи                  | 1        |
| 10       | Удари по воротах      | 10       |
| 4        | Удари в площину воріт | 3        |
| 10       | Кутові                | 1        |
| 0        | Офсайди               | 0        |
| 20       | Порушення правил      | 28       |
| 4        | Жовті картки          | 6        |
| 1        | Червоні картки        | 1        |